# Mila Moreira
Marilda Alves Moreira de Silva (São Paulo, 18 de mayo de 1946-Río de Janeiro, 6 de diciembre de 2021), más conocida como Mila Moreira, fue una actriz, escritora, periodista, presentadora, empresaria y modelo brasileña.

## Biografía
Nació en la ciudad de São Paulo el 18 de mayo de 1946 y creció cerca de la Estação da Luz, hija de padres portugueses. Su padre era dueño de un pequeño hotel para vendedores ambulantes, y su madre, D. Ilda, era ama de casa. No le gustó el nombre de Marilda y lo cambió por Mila, en honor al libro Mila 18, una novela de Leon Uris.
En 1960 fue coronada "Miss Luces de la Ciudad" y como premio ganó un viaje a Nueva York. Apareció como maniquí (o demostradora como se llamaba entonces) en la Feria Nacional de la Industria Textil - Fenit, en 1963, desfilando por Rhodia Têxtil, siendo coreografiada por Ismael Guiser, junto a las modelos Ully y Mailu. También desfilaron en la revista Mappin en São Paulo, mostrando la colección más reciente de Rhodia. Permanecieron juntas en Rhodia hasta 1970. Posteriormente, Mila y Ully montaron una escuela de modelos en Río de Janeiro.
En 1979 terminó una relación con un estadounidense que vivía en Chicago y regresó a Brasil. A través de Cassiano Gabus Mendes (quien estaba casado con una hermana del actor Luís Gustavo, su exmarido), consiguió un trabajo como productora en Rede Bandeirantes. En el mismo año, más conocido como el maniquí de Rhodia con un "pinchazo en la barbilla", fue llamada para reemplazar a un jurado en el programa Chacrinha. Luego de verla en el video, Cassiano la invitó a hacer la telenovela Marron Glacé en Rede Globo. A partir de entonces, se convierte en una presencia permanente en casi todas las novelas del autor: Plumas y lentejuelas, Elas por Elas, Champagne, Ti Ti Ti, Que Rei Sou Eu?, Meu Bem, Meu Mal y The Mine Map. También tuvo importantes apariciones en las telenovelas La próxima víctima, Ciranda de Pedra, Laberintos del corazón y en las miniseries Os Maias, JK, Um Só Coração y Queridos Amigos.

## Vida personal
A lo largo de su vida, Mila tuvo varias relaciones amorosas y en las entrevistas siempre afirmó que mantenía amistad con todos ellos. Estuvo casada con el actor Luis Gustavo (1971-1973); con un ingeniero de São Paulo (1974-1977); con el diseñador austriaco Hans Donner (1983-1986); y con João Carlos Balaguer (1999-2005), padre de la modelo Joana Balaguer. Mila también ha salido con el productor musical Ronaldo Bôscoli (1966-1967); el actor Gracindo Júnior (1979-1980) y el actor Eduardo Conde (1980-1981), su amigo de toda la vida.
Mila eligió no tener hijos, ya que trabajaba mucho y viajaba mucho, sin dejar tiempo para la maternidad. En una entrevista, Mila dijo que en ese momento, no se sentía absolutamente segura en una relación o económicamente.

## Fallecimiento
Falleció en la madrugada del 6 de diciembre de 2021, a los 72 años. Fue hospitalizada en el Hospital CopaStar en Copacabana, Río de Janeiro y su muerte fue causada por un paro cardíaco.

## Filmografía

### Televisión
| Año  | Título                     | Papel                                | Nota                                    |
| ---- | -------------------------- | ------------------------------------ | --------------------------------------- |
| 1979 | Marron Glacê               | Érica Bertioga Santana               |                                         |
| 1980 | Plumas y Paetês            | Dora (Dorinha)                       |                                         |
| 1982 | Ellas por Ellas            | Marlene Rozelli                      |                                         |
| 1983 | Sabor de Miel              | Luba                                 |                                         |
| 1983 | Champagne                  | Fernanda                             |                                         |
| 1984 | Cuerpo a Cuerpo            | Cristina Werneck de los Ángeles      |                                         |
| 1985 | Ti Ti Ti                   | Ella misma                           | Participación especial                  |
| 1986 | Mania de Querer            | Iris                                 |                                         |
| 1987 | Bambolê                    | Mumu Suenes Sampaio                  |                                         |
| 1989 | Que Rei Sou Eu?            | Zmirá                                |                                         |
| 1990 | Mi Bien, Mi Mal            | Bianca Paiva                         |                                         |
| 1992 | Años Rebeldes              | Regina Ribeiro                       |                                         |
| 1993 | El Mapa de la Mina         | Carlota Strega                       |                                         |
| 1995 | La próxima víctima         | Carla                                |                                         |
| 1997 | La indomable               | Priscila Westwood                    |                                         |
| 1997 | Ángel Malo                 | Maria Lucinda Furtado Abreu (Marilu) |                                         |
| 2000 | Malhação                   | Úrsula                               |                                         |
| 2001 | Los Maias                  | Viscondessa de Gafanha               |                                         |
| 2002 | El Quinto de los Infiernos | Inês                                 |                                         |
| 2002 | Sabor de la Pasión         | Grace Días                           |                                         |
| 2004 | Un Sólo Corazón            | Lola Flores                          |                                         |
| 2004 | Línea Directa              | Elza                                 | Episodio: "Crimen de las Hermanas Poni" |
| 2005 | La Diarista                | Tiquinha Lajolo Bessa                | Episodio: "Ipanema 500 Metros"          |
| 2005 | Como una ola               | Dra. Virgínia Leímos                 |                                         |
| 2006 | JK                         | Maria Alice                          |                                         |
| 2007 | Paraíso Tropical           | Dorita                               |                                         |
| 2008 | Queridos Amigos            | Marlene                              |                                         |
| 2008 | Ciranda de Piedra          | Urânia Tomaz                         |                                         |
| 2009 | Vivir la vida              | Viviane Haría Albuquerque            |                                         |
| 2010 | Ti Ti Ti                   | Stella Sanches                       |                                         |
| 2011 | El astro                   | Miriam Lambert Mello Asunción        |                                         |
| 2013 | Laberintos del corazón     | Silvia Laport                        |                                         |
| 2016 | La Ley del Amor            | Gioconda Moretto Ferrari (Gigi)      |                                         |

### Cine
| Año  | Título                                 | Papel      |
| ---- | -------------------------------------- | ---------- |
| 1981 | Los Saltimbancos Trapalhões            | Tigrana    |
| 1982 | Las Aventuras de Mário Fofoca          | Ângela     |
| 1984 | Aguanta, Corazón                       | Márcia     |
| 1989 | Días Mejores Vendrán                   | The Queen  |
| 2016 | Arte en la Moda: Colección MASP Rhodia | Ella misma |